# Seventh Ave.
『Seventh Ave.』（セヴンス・アヴェニュー）は、w-inds.の7枚目のオリジナルアルバム。通常盤、DVD付属の2形態で2008年7月2日発売。

## 解説
間に2枚目のベストアルバム『w-inds.Single Collection"BEST ELEVEN"』のリリースを挟み、前オリジナルアルバム『Journey』より約1年4ヵ月ぶりのリリースとなったオリジナルアルバム。シングル「LOVE IS THE GREATEST THING」「Beautiful Life」「アメあと」の3枚のシングルに加え、西内まりや、深澤しほが主演し、Take2の東貴博、MTVのVJ鉄平が友情出演しているドラマ仕立てのPVも制作されたリード曲「TOKYO」を含む全15曲を収録。
タイトルの『Seventh Ave.』とは架空のメトロポリスの7番街。"7"は7枚目のアルバムにかかっている。都会・街での人との行き交いを、出逢い・別れの繰り返しに例え、そこでの様々な恋愛模様、自己との葛藤、そして成長等を描いた楽曲が多く見られる。アルバム・タイトルは、w-inds.に最も多く作品を提供している作詞家のshungo.によって付けられた。（『TV LIFE』記事より）
おすすめ曲は、メンバー3人共通して、詞の内容がかつての自分たちに重なるという「TOKYO」。作詞したshungo.に等身大の詞を書いてくれたお礼を伝えたところ、shungo.が「ここ何年で自分が書いた中で最高の詞」と答えたとのこと。
（『歌ネット』“言葉の達人”インタビュー内の“私の好きなあのフレーズ”でもshungo.は「TOKYO」を取り上げている。）
今アルバムは、「アメあと」を手掛けた飯田哲也の作品が約半数を占める。
特典DVDには、「Making & Interview」、そして「クイズ DE w-inds.」が収録されている。
初回プレス盤のブックレットにおいて、クレジットに誤った記載があった。ポニーキャニオンはこれを発表、謝罪し、郵送で無償交換を行った。
収録曲「Urban Dance」のライブ・パフォーマンスのコレオグラフィーは、本作を引っ提げた2008年のw-inds.のツアー『w-inds. Live Tour 2008 "Seventh Ave."』にもダンサーとして参加していたNAOTOが担当した。

## CD収録曲
| CD |                            |                                                                                   |      |
| 1  | Spinning Around            | 作詞:shungo. / 作曲・編曲:Jean Rodriguez,Jose Casals                              | 3:35 |
| 2  | RELOADED                   | 作詞:shungo. / 作曲・編曲:Iain James Farquharson,Terence Martin,Rick Smith        | 3:42 |
| 3  | Hello                      | 作詞:Kiyohito Komatsu / 作曲・編曲:Jonas Myrin,Patrik Berggren,David Astrom       | 4:15 |
| 4  | TOKYO                      | 作詞:shungo. / 作曲:Tetsuya Iida / 編曲:Tetsuya Iida,Koma2 Kaz                    | 4:59 |
| 5  | New Day                    | 作詞:Kiyohito Komatsu / 作曲・編曲:Philippe-Marc Anquetil,Dan Gautreau,Rob Davis  | 2:56 |
| 6  | LOVE                       | 作詞・作曲:Tetsuya Iida / 編曲:Tetsuya Iida,Koma2 Kaz                             | 4:17 |
| 7  | Urban Dance                | 作詞:shungo. / 作曲・編曲:Tobias Gad,James Curlin                                 | 3:12 |
| 8  | Rock it                    | 作詞:Tetsuya Iida / 作曲/編曲:Alexander Jonsson,Bjorn Mats Johan Djupstrom        | 3:08 |
| 9  | アメあと                   | 作詞・作曲:Tetsuya Iida / 編曲:Tetsuya Iida,Koma2 Kaz                             | 4:34 |
| 10 | LOVE IS THE GREATEST THING | 作詞:shungo. / 作曲:Henrik Korpi,Jens Bergmark,Lisa Millett / 編曲:Koma2 Kaz      | 3:36 |
| 11 | Stay                       | 作詞:Tetsuya Iida,Sakura Nagahara / 作曲:Tetsuya Iida / 編曲:Kotaro Odaka         | 4:21 |
| 12 | Don't Give Up              | 作詞:Kiyohito Komatsu / 作曲・編曲:Chris Ballard,Andrew Murray,Julie Morrison     | 3:49 |
| 13 | Hand in Hand               | 作詞:Kentaro Akutsu / 作曲:Hiroaki Hayama / 編曲:Koma2 Kaz                        | 4:19 |
| 14 | Beautiful Life             | 作詞:shungo. / 作曲:Samuel Waermo,Mimmi Waermo,Pontus Soderqvist / 編曲:Koma2 Kaz | 3:39 |
| 15 | Summer Days                | 作詞:Kiyohito Komatsu / 作曲:Tetsuya Iida / 編曲:Tetsuya Iida,Koma2 Kaz           | 4:22 |

## タイアップ
| M-9  | アメあと                   | テレビ東京系列アニメ『家庭教師ヒットマンREBORN!』第8期エンディングテーマ              |
| M-10 | LOVE IS THE GREATEST THING | 映画『シュレック3』日本語吹き替え版イメージソング music.jp独占先行配信（TV-SPOT投下） |
| M-14 | Beautiful Life             | ABC・テレビ朝日系列ドラマ『オトコの子育て』主題歌                                     |

## 発売形態
| 形態   | 発売日       | 品番       | ジャケット※（）内は本作各盤の通称。 |
| ------ | ------------ | ---------- | ----------------------------------- |
| CD+DVD | 2008年7月2日 | PCCA-02685 | 初回盤（丸の内 ver.）               |
| CD     | 2008年7月2日 | PCCA-02686 | 通常盤（渋谷 ver.）                 |